# Alexander Gocke
Alexander Gocke (* 25. März 1877 in Berlin; † 25. April 1951 in Berlin) war ein deutscher Maler und Grafiker.

## Leben
Gocke erhielt eine künstlerische Ausbildung an der Kunstgewerbeschule Magdeburg und als Privatschüler von Hermann Emil Pohle in Düsseldorf. In der Zeit des Nationalsozialismus war er Mitglied der Reichskammer der bildenden Künste.
Er heiratete 1907 in Düsseldorf die Albertine Dettenborn. Zuletzt lebte er zusammen mit seiner Frau in einer Gartenkolonie in Buckow-Ost (Kolonie Ideal III, Dahlienweg 131).